# ۱۳۱۹ (خورشیدی)
۱۳۱۹ هزار و سیصد و نوزدهمین سال هجری خورشیدی سالی عادی است.

## رویدادها
- تاریخ مشروطه ایران نوشتهٔ احمد کسروی برای نخستین بار منتشر گردید.
- اولین فرستنده عمومی رادیو در ایران به ساعت نوزده ۴ اردیبهشت ۱۳۱۹ در تهران با نام «رادیو تهران»(بعدها رادیو ایران) گشایش یافت.

## زادروزها
- ۳۰ اردیبهشت - احمدرضا احمدی، شاعر
- ۲۳ خرداد - گیتی پاشایی، خواننده، آهنگساز و بازیگر
- ۱ تیر - عباس کیارستمی، فیلم‌نامه‌نویس، تهیه‌کننده و کارگردان
- ۴ تیر - منوچهر والی زاده، دوبلور، بازیگر
- ۱ مرداد - انوشیروان روحانی، نوازنده ارگ، پیانو و از آهنگسازان برجسته ایرانی
- ۱۰ مرداد - محمود دولت‌آبادی، نویسنده معاصر ایرانی.
- ۱۹ مرداد - عارف عارف کیا، خواننده
- ۳ شهریور - سید کاظم اکرمی، وزیر آموزش و پرورش ایران در دولت دوم میر حسین موسوی
- ۱۴ شهریور - احمد پور مخبر، بازیگر
- ۱ مهر - محمدرضا شجریان، خواننده برجسته موسیقی ایرانی
- ۳ مهر - حسین گیل، بازیگر
- ۱۷ مهر - رحیم رضازاده ملک، استاد و پژوهشگر در تقویم و تاریخ و فرهنگ معاصر ایران
- ۱۹ مهر - پوری بنایی، بازیگر
- ۲۵ مهر - غلامعلی افشاریه، دوبلور
- ۲ آبان - نصرالله ناصح‌پور، خواننده و مدرس آواز
- ۵ آبان - شهناز پهلوی، شاهزاده ایرانی و دختر محمدرضا شاه پهلوی و فوزیه
- ۶ آبان - چنگیز جلیلوند، دوبلور
- ۸ آبان - آیدین آغداشلو، نقاش، نویسنده و طراح ایرانی
- ۲۹ آبان - آبان - محمد علی سپانلو، شاعر و مترجم ایرانی
- ۲۸ آذر - ثریا قاسمی، بازیگر
- ۹ دی - خسرو سینایی، کارگردان و نویسنده
- ۲۴ دی - حمید بهبهانی، وزیر راه و ترابری ایران در دولت محمود احمدی‌نژاد
- ۴ بهمن - قباد شیوا، طراح و گرافیست
- ۶ بهمن - رضا آشتیانی عراقی، نماینده پیشین مجلس
- ۲۴ اسفند - اسفندیار منفردزاده، آهنگساز

تاریخ نامشخص
- جواد پزشکیان، دوبلور
- عباس سعیدی، دوبلور
- سعید سلطانپور، نمایشنامه‌نویس و فعال سیاسی
- آذر شیوا، بازیگر
- گل‌اندام طاهرخانی معروف به سوسن، خواننده

## درگذشت‌ها
- ۲۷ مرداد - محمد غفاری، معروف به کمال‌المُلک نقاش ایرانی
- عزیز السلطان، ملیجک